# Aspergillus tonophilus
Aspergillus tonophilus är en svampart som beskrevs av Ohtsuki 1962. Aspergillus tonophilus ingår i släktet Aspergillus och familjen Trichocomaceae.   Inga underarter finns listade i Catalogue of Life.